# Karel Uyttersprot
Karel L.E.I. Uyttersprot, né le 10 juillet 1949 à Denderbelle, est un homme politique belge flamand, membre de la N-VA.
Il est licencié en droit administratif.
En 1984, il devient directeur de la Chambre de Commerce de Termonde. En 1990, il est à la base de PLATO, programme de parrainage à succès qui coache le management des PME. En 2000, la Chambre de Commerce devient celle de Flandre-Orientale et en 2004, elle devient part de la VOKA, dont Uyttersprot devient administrateur-délégué jusqu'à son élection comme député en 2010. Il est également conseiller affaires sociales au tribunal du travail à Gand.

## Carrière politique
- Ancien conseiller communal Volksunie à Lebbeke
- Député fédéral depuis le 6 juillet 2010 au 25 mai 2014